# 有色人
| 0–20% 20–40% 40–60% |  | 60–80% 80–100% |

| <1 /km² 1–3 /km² 3–10 /km² 10–30 /km² 30–100 /km² |  | 100–300 /km² 300–1000 /km² 1000–3000 /km² >3000 /km² |

有色人在南非所占的比例

南非有色人的密度

有色人在南非、纳米比亚、博茨瓦纳、津巴布韦、赞比亚地区的使用，指的是祖先是欧洲白人或亞洲人，与非洲南部原住民通婚产生的这一族群。
除了在西开普省地区的开普有色人种，他们吸收了开普马来人的文化并成为了其中的一部分外，其余的有色人文化基本都是欧非的融合。基因学表明这一族群可能是世界上融合程度最高的。
根据线粒体DNA的分析，有色人的母亲部分主要来源于科伊桑人。